# José Pesarrodona

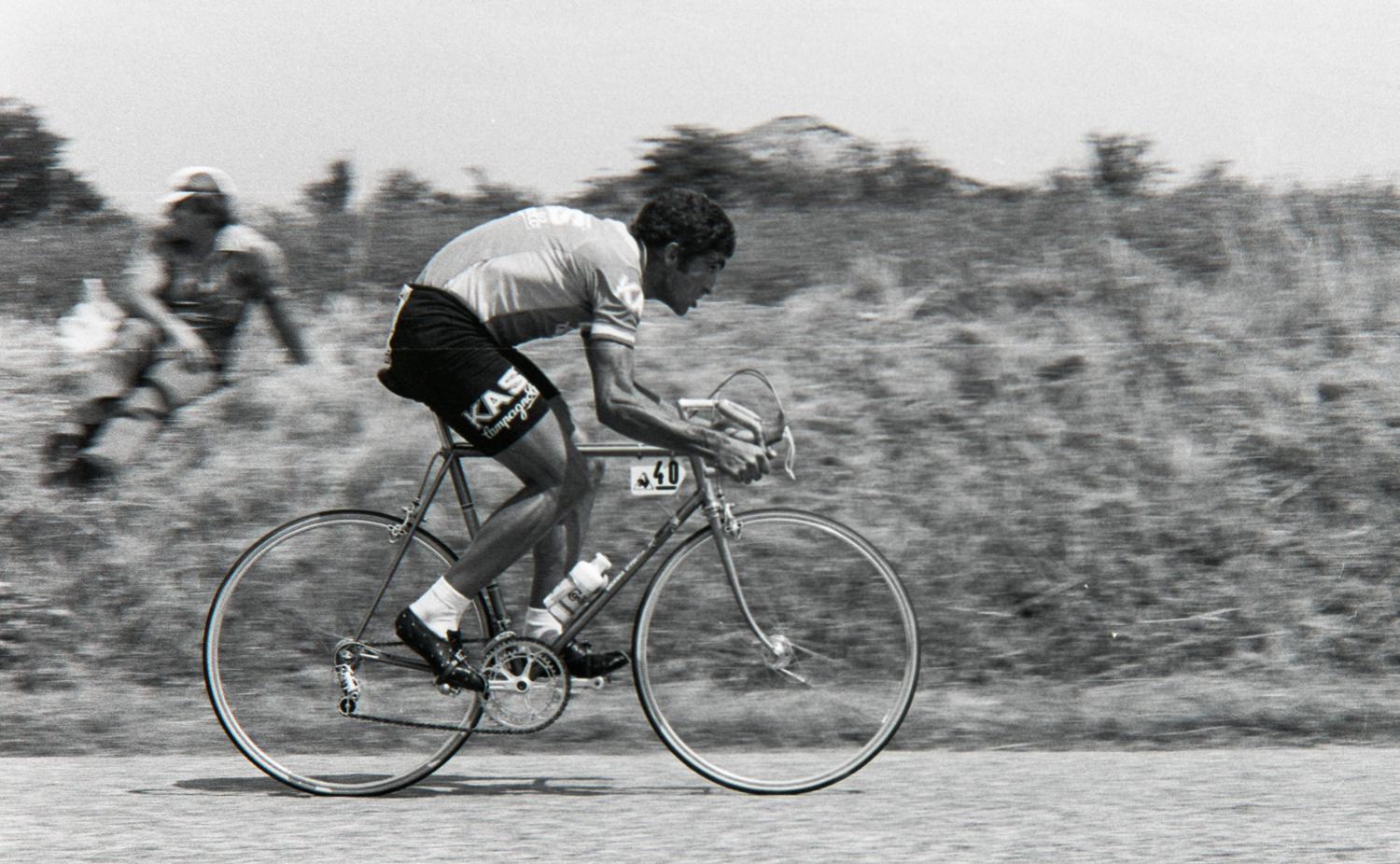
José Pesarrodona bei der Tour de France 1976

José Pesarrodona (* 1. Februar 1946 in San Salvador de Guardiola) ist ein ehemaliger spanischer Radrennfahrer.
Seine Profilaufbahn dauerte von 1971 bis 1979. Sein größter Erfolg war der Gewinn der Vuelta a España. Zwei Jahre später wurde er nochmal Gesamtzweiter der Spanienrundfahrt hinter Bernard Hinault. Ein Etappensieg bei seiner Heimatrundfahrt blieb ihm versagt. Bei der Tour de France war er sechsmal am Start und hatte 1976 mit Platz 11 sein bestes Ergebnis in der Rundfahrt.

## Erfolge
1970
- Gesamtwertung Volta a Lleida

1971
- Eine Etappe Asturien-Rundfahrt

1974
- Prueba Villafranca de Ordizia
- Spanischer Bergmeister
- Eine Etappe Katalonien-Rundfahrt
- Eine Etappe Asturien-Rundfahrt

1976
- Gesamtwertung Vuelta a España
- Eine Etappe Tour de Suisse

1978
- Eine Etappe Aragon-Rundfahrt